# Збігнев Морштин
Збігнев Морштин (пол. Zbigniew Morsztyn, приб. 1628 — 13 грудня 1689) — польський поет часів Речі Посполитої.

## Життєпис
Походив зі шляхетського роду Морштинів гербу Леліва. Народився у Кракові приблизно у 1628 році. З 1648 року брав участь у війнах проти України (Козацької держави), зокрема відзначився на чолі однієї з панцирних корогв Януша Радзивілла у битві під Берестечком у 1650 році. З 1654 році був у складі військ Олександра Мержинського, що воював проти армії Московії. 
З 1655 року воював проти Швеції, проте недовго. Вже 11 жовтня 1655 року від імені родини Морштинів підписав присягу на вірність королю Карлу X Густав. Але у грудні того ж року перейшов знову на бік короля Яна II Казимира Вази. У 1656 році повернувся на службу до Богуслава Радзивілла. У 1657 році призначається мечником мозирським.
Після вигнання шведів у 1660 році залишився у Польщі. Через релігійні переслідування «Польських братів» (одно з відгалужень кальвіністів), до яких належав Збігнев Морштин, останній у 1662 році вимушений був втікати до Прусії. Тут стає радником Фрідриха-Вільгельма, герцога Прусії та курфюрста Бранденбурга. Згодом отримує підтримку від протестантів з роду Радзивіллів.
У 1669 році призначається адміністратором маєтків Людовіки Кароліни Радзивілл. У 1670 році очолив аріан Прусії. Помирає у 1689 році у Кенігсберг (сучасний Калінінград, Росія). 

## Творчість
На ранню творчість Морштина вплинув Джамбатиста Марино. Проте згодом маринізм раннього періоду поступово витісняється власним художнім баченням, на якому лежить відбиток накопиченого життєвого досвіду і аріанської філософії. Провідним у його творчості стають патріотизм, громадянськість і філософсько-етичні мотиви. Деякі його твори були видані в Кенігсберзі, але основна частина творчої спадщини залишилася в рукописному збірнику «Вітчизняна муза», куди увійшли ліричні вірші та пісні, рефлективна і релігійна поезія, політична і військова лірика, епіграми, фрашки і жартівливі мініатюри. 
Збігнев Морштин до епохи польського Просвітництва залишався єдиним поетом Польщі, що оспівує не героїку війни, а ті лиха, які вона несе людям, породжуючи душевну спустошеність, жорстокість і руйнуючи створену працями поколінь цивілізацію. Пов'язана тематично зі шведською війною, патріотична поезія Морштина відображає картини народного життя, нерідко насичується елементами фольклору. 
Досконале володіння поетом художньою технікою відбилося в лірико-філософському циклі «Емблем» — жанру, поширеного в західноєвропейському бароко. Алегоричний розвиток біблійних образів і афоризмів пронизаний трагічним світовідчуттям. Повна драматизму спрямованість до абсолюту стикається з душевним болем від свідомості крихкості людського єства, що намагається осягнути нескінченність. 
також у доробку З. Морштина є переклади латинських поетів, зокрема Горація, Персія, італійських — Піко дела Мірандоли.